# خون در گلوی گربه
خون در گلوی گربه (به انگلیسی: Blood on the Cat's Neck) یک نمایش‌نامه ابزوردی است که اصل آن توسط راینر ورنر فاسبیندر در سال ۱۹۷۱ نوشته شده‌است. این نمایش اولین بار در نورنبرگ آلمان به اجرا درآمد که گاهی اوقات عنوان فرعی «مریلین مونرو در مقابل خون‌آشامان» به خود می‌گرفت و پس از آن در تئاتر مرکوری در شیکاگو اجرا شد.

## طرح
این بازی دارای سه بخش است: در بخش اول شخصیت اصلی تک‌گویی می‌کند